# 諾夫哥羅德區

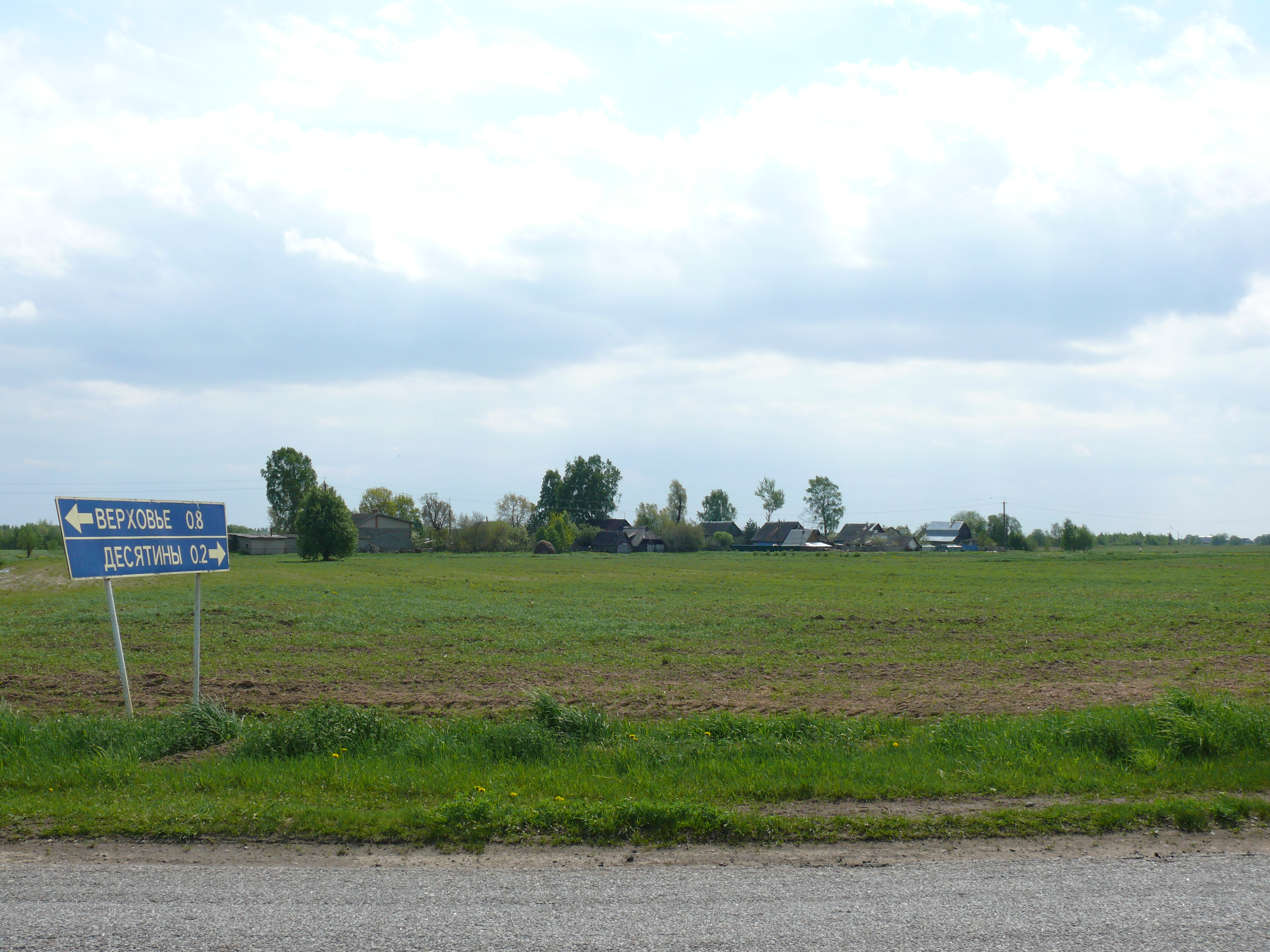

58°56′N 31°04′E / 58.933°N 31.067°E
諾夫哥羅德區（俄语：Новгородский район），是俄羅斯的一個區，位於該國西北部，由諾夫哥羅德州負責管轄，始建於1927年10月1日，面積4,600平方公里，2010年人口57,673，人口密度每平方公里12.54人。